# Шайтар, Виктор Викторович
Виктор Викторович Шайтар (13 февраля 1983, Москва) — российский автогонщик, победитель Европейской серии Ле-Ман в классах GTC (2013) и LMGTE (2014), чемпионата мира по автогонкам на выносливость в классе LMGTE Am (2015) и гонки 24 часа Ле-Мана в классе LMGTE Am (2015).

## Карьера

### Ранняя карьера
Виктор начал карьеру с картинга. В период с 1997 по 2001 года он четыре раза становился чемпионом Москвы по картингу в классе «Интер-А», также был призёром Санкт-Петербургского и всероссийского чемпионатов. С 2002 по 2008 года Виктор участвовал в российской Формуле-1600, в 2002 г. выиграл серию, ещё два раза становился призёром.
В 2008 г. Виктор выступал в нескольких сериях категории Формулы-3: российском, финском и североевропейском чемпионатах, во всех занял призовые места; в 2008 и 2009 годах он участвовал в Немецкой Формуле-3. В 2011 и 2012 годах Виктор принимал участие в кубке Legends Russia, также в 2012 г. выступал в грузинских сериях Legends Cars и Formula Alfa.

### Европейские серии
- В 2012 г. Виктор принял участие в летнем и зимнем кубках МитДжет, а также престижных европейских гоночных чемпионатах: Европейской серии Ле-Ман (класс GTC) и Blancpain Endurance Series (классы GT3 Pro-Am Cup и GT3 Pro Cup). Только дебютировав в них, Шайтар сразу сумел занять призовые места: в первой стал чемпионом, а во второй — серебряным призёром в классе GT3 Pro-Am.

- В 2014 и 2015 годах Шайтар выступал в Европейской серии Ле-Ман и Чемпионате мира по автогонкам на выносливость, также в 2015 г. принимал участие в европейском чемпионате Феррари Челлендж.

- В 2016 г. Бронзовый призер марафона «24 часа Ле Мана»в классе LMP2. Обладатель Кубка Ле Ман в категории GT3 (GT3 Le Mans Cup)

## Результаты выступлений
| Год  | Серия                                          | Команда              | Очки | Место |
| ---- | ---------------------------------------------- | -------------------- | ---- | ----- |
| 2002 | Российская Формула-1600                        | Formula Z            | 132  |       |
| 2003 | Российская Формула-1600                        | Formula Z            | 32   | 7     |
| 2004 | Российская Формула-1600                        | Unir Art-Line        | 59   | 6     |
| 2005 | Российская Формула-1600                        | Art-Line Engineering | 23   | 7     |
| 2006 | Российская Формула-1600                        | Sitronics Racing     | 51   |       |
| 2007 | Российская Формула-1600                        | Art-Line Engineering | 181  |       |
| 2008 | Российская Формула-3                           | Art-Line Racing      | 97.5 |       |
| 2008 | Североевропейская Формула-3                    | Art-Line Racing      | 40   |       |
| 2008 | Финская Формула-3                              | Art-Line Engineering | 207  |       |
| 2009 | Немецкая Формула-3 Cup                         | Stromos Art-Line     | 0    | –     |
| 2009 | Немецкая Формула-3 Trophy                      | Stromos Art-Line     | 10   | 9     |
| 2011 | Rustavi International Challenge (Formula Alfa) | Adjara               | н/д  |       |
| 2011 | Legends Россия (Pro)                           | н/д                  | 200  | 11    |
| 2011 | Legends Россия                                 | OLSA                 | 598  | 12    |
| 2012 | Legends Россия                                 | н/д                  | н/д  | н/д   |
| 2012 | Legends Cars Грузия                            | Aimol Racing         | 55   | 4     |
| 2012 | Формула-Альфа Грузия                           | ART                  | 35   | 9     |
| 2013 | Летний кубок МитДжет                           | н/д                  | н/д  | н/д   |
| 2013 | Зимний кубок МитДжет                           | н/д                  | н/д  |       |
| 2013 | Blancpain Endurance Series (GT3 Pro-Am Cup)    | SMP Racing           | 63   |       |
| 2013 | Европейская серия Ле-Ман (GTC)                 | SMP Racing           | 100  |       |
| 2013 | Blancpain Endurance Series (GT3 Pro Cup)       | SMP Racing           | 6    | 30    |
| 2014 | FIA WEC                                        | SMP Racing           | 4    | 23    |
| 2014 | Европейская серия Ле-Ман (GTE)                 | SMP Racing           | 85   |       |
| 2014 | FIA Endurance Trophy for LMP2 drivers          | SMP Racing           | 60   | 7     |
| 2015 | Европейская серия Ле-Ман (LMP2)                | AF Racing            | 33   | 7     |
| 2015 | Ferrari Challenge Europe (Trofeo Pirelli)      | AF Corse             | 28   | 9     |
| 2015 | FIA WEC Cup for GT drivers                     | SMP Racing           | 65   | 11    |
| 2015 | FIA WEC (LMGTE Am)                             | SMP Racing           | 165  |       |
| 2016 | WeatherTech SportsCar Championship (GTLM)      | SMP Racing           |      |       |